# Колдамяэ
Колдамяэ (эст. Koldamäe) — деревня в волости Алутагузе уезда Ида-Вирумаа, Эстония. До 2017 года входила в состав ныне упразднённой волости Ийзаку.

## География
Деревня находится в южной части уезда, в пределах низменности Алутагузе, к востоку от автодороги 3 (E 264), на расстоянии примерно 23 километров (по прямой) к югу от посёлка Йыхви, административного центра уезда. Абсолютная высота — 58 метров над уровнем моря.
Климат деревни характеризуется как переходный от умеренно-морского к умеренно континентальному (Dfb в классификации климатов Кёппена).

## Население
По данным переписи населения 2011 года, в деревне проживали 5 человек (трое мужчин и две женщины, национальность неизвестна). Возрастная структура населения деревни: 40 % — жители в возрасте 18—64 года и 60 % — в возрасте 65 лет и старше.
Численность населения деревни Колдамяэ:
| Год     | 2000 | 2011 | 2017 | 2018 | 2019 | 2020 |
| ------- | ---- | ---- | ---- | ---- | ---- | ---- |
| Жителей | 5    | 5    | ↗ 10 | ↗ 13 | ↗ 14 | ↘ 13 |

## История
Деревня существовала уже в 1836 году. На военно-топографических картах Российской империи (1846–1863 годы), в состав которой входила Эстляндская губерния, она обозначена как Кольдома.
В письменных источниках 1894 года упоминается Кальдамя, примерно 1900 года — Кольдома (деревня), 1913 года — Кальдема; также упоминается Ко́лдамата.